# رد بول ریسینگ آربی۱۸
ردبول آربی۱۸ یک خودروی مسابقه‌ای فرمول یک است که توسط ردبول ریسینگ برای شرکت در مسابقات قهرمانی جهانی فرمول یک ۲۰۲۲ طراحی و ساخته شده است. اوراکل به عنوان حامی عنوان جدید تیم معرفی شد، که نام تجاری آن روی جلد موتور قابل مشاهده است. آربی۱۸ توسط ماکس فرستاپن، قهرمان فعلی جهان و سرجیو پرز رانندگی خواهد شد. این شاسی اولین خودروی فرمول یک ردبول بر اساس مقررات فنی سال ۲۰۲۲ است.

## نتایج کامل فرمول یک
(کلید)
| سال    | شرکت‌کننده           | پیشرانه             | تایر | راننده       | جایزه بزرگ‌ها | جایزه بزرگ‌ها | جایزه بزرگ‌ها | جایزه بزرگ‌ها | جایزه بزرگ‌ها | جایزه بزرگ‌ها | جایزه بزرگ‌ها | جایزه بزرگ‌ها | جایزه بزرگ‌ها | جایزه بزرگ‌ها | جایزه بزرگ‌ها | جایزه بزرگ‌ها | جایزه بزرگ‌ها | جایزه بزرگ‌ها | جایزه بزرگ‌ها | جایزه بزرگ‌ها | جایزه بزرگ‌ها | جایزه بزرگ‌ها | جایزه بزرگ‌ها | جایزه بزرگ‌ها | جایزه بزرگ‌ها | جایزه بزرگ‌ها | امتیاز | ق.س. |
| سال    | شرکت‌کننده           | پیشرانه             | تایر | راننده       | بحرین        | عربستان      | استرالیا     | امیلیا       | میامی        | اسپانیا      | موناکو       | آذربایجان    | کانادا       | بریتانیا     | اتریش        | فرانسه       | مجارستان     | بلژیک        | هلند         | ایتالیا      | سنگاپور      | ژاپن         | آمریکا       | مکزیک        | سائو پ.      | ابوظبی       | امتیاز | ق.س. |
| ------ | ------------------- | ------------------- | ---- | ------------ | ------------ | ------------ | ------------ | ------------ | ------------ | ------------ | ------------ | ------------ | ------------ | ------------ | ------------ | ------------ | ------------ | ------------ | ------------ | ------------ | ------------ | ------------ | ------------ | ------------ | ------------ | ------------ | ------ | ---- |
| ۲۰۲۲   | اوراکل ردبول ریسینگ | ردبول آربی‌پی‌تی‌اچ۰۰۱ | P    | سرجیو پرز    | ۱۸           | ۴            | ۲            | ۲۳           | ۴            | ۲            | ۱            | ۲            | ب.           | ۲            | ب.۵          | ۴            | ۵            | ۲            |              |              |              |              |              |              |              |              | ۳۰۴*   | اول* |
| ۲۰۲۲   | اوراکل ردبول ریسینگ | ردبول آربی‌پی‌تی‌اچ۰۰۱ | P    | ماکس فرستاپن | ۱۹           | ۱            | ب.           | ۱            | ۱            | ۱            | ۳            | ۱            | ۱            | ۷            | ۲۱           | ۱            | ۱            | ۱            | ۱            | ۱            | ۷            | ۱            | ۱            | ۱            | ۶۴           | ۱            | ۳۰۴*   | اول* |
| منابع: |                     |                     |      |              |              |              |              |              |              |              |              |              |              |              |              |              |              |              |              |              |              |              |              |              |              |              |        |      |

- * – فصل هنوز در جریان است.
- † – راننده گراند پری را به پایان نرسانده‌است، اما از آنجا که بیش از ۹۰٪ از مسافت مسابقه را طی کرده‌است، در رده‌بندی قرار گرفته‌است.